# Inkugel

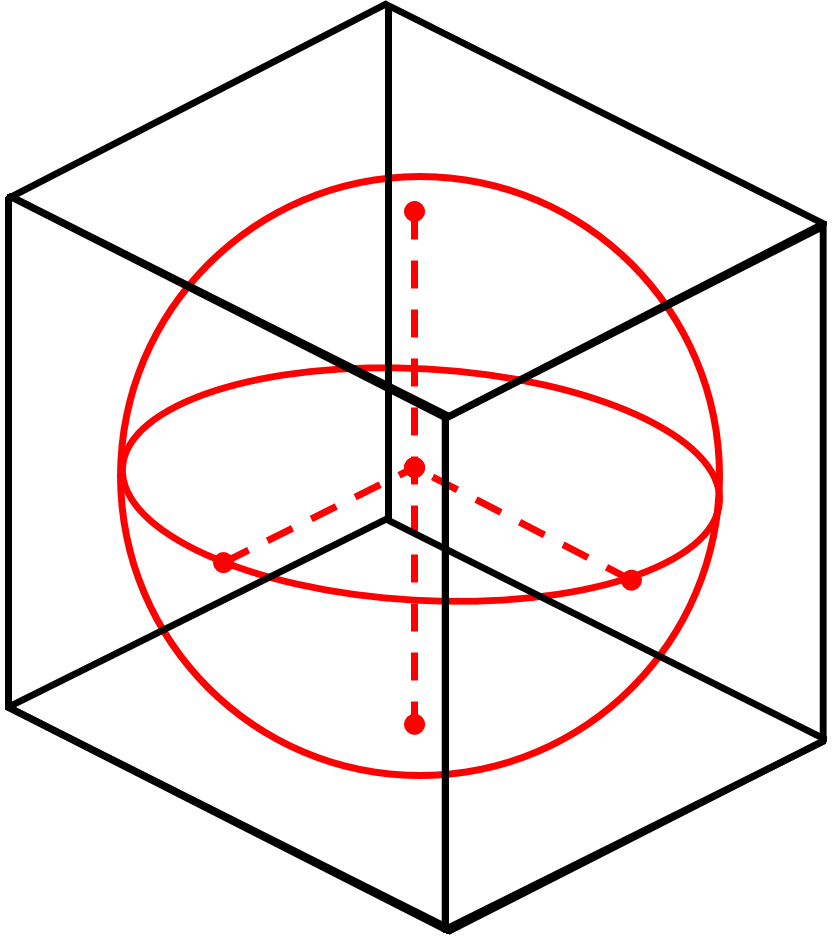
Inkugel (rot) eines Würfels

Bei der Inkugel eines Polyeders handelt es sich um eine Kugel, die alle Flächen des gegebenen Polyeders berührt. Die Inkugel ist neben der Kantenkugel in der Raumgeometrie, was der Inkreis eines Polygons in der ebenen Geometrie ist.
Der Mittelpunkt einer Inkugel muss von allen Begrenzungsflächen gleichen Abstand haben. Er muss sich daher auf allen Symmetrieebenen (winkelhalbierenden Ebenen) zu je zwei begrenzenden Ebenen befinden. Da die Schnittmenge dieser Ebenen im Allgemeinen leer ist, besitzen nur spezielle Polyeder eine Inkugel, insbesondere alle Tetraeder (nicht nur die regelmäßigen!) und die fünf Platonischen Körper. Auch sämtliche Catalanischen Körper haben eine Inkugel, da ihre jeweiligen Begrenzungsflächen untereinander alle gleich (kongruent) sind.